# S-Bahn Kiew
Die S-Bahn Kiew (ukrainisch Київська міська електричка / Transkription Kyjiwska miska elektrytschka) ist neben der Metro, der Straßenbahn, den Trolley- und Stadtbussen Teil des Nahverkehrssystems von Kiew. Sie wurde 2009 eröffnet. Seit 2011 fährt sie als Ringlinie. Betreiber der Bahn ist die Ukrsalisnyzja, die hierfür von der Kyjiwpastrans mitfinanziert wird.

## Stationen
- Darnyzja (Übergang zu den Regional- und Fernzügen) 1,
- Berezniaky (Übergang zu den Regionalzügen),
- Wydubytschi (Übergang zu den Regionalzügen und zur Metro),
- Kyjiw-Demijiwskyj (Übergang zu den Regionalzügen),
- Protasiw Jar (Übergang zu den Regionalzügen),
- Woksalna (Übergang zu den Regional- und Fernzügen und zur Metro),
- Karawajewi Datschi (Übergang zu den Regionalzügen),
- Kyjiw-Wolynskyj (Übergang zu den Regionalzügen),
- Borschtschahiwka (Übergang zu den Regionalzügen und Metrotram),
- Swjatoschyn (Übergang zur Metro),
- Berestejska (Übergang zur Metro),
- Syrez (Übergang zur Metro),
- Priorka,
- Kureniwka,
- Potschajna (Übergang zur Metro),
- Rajduschnyj (Übergang zum Metrotram),
- Woskresenka,
- Mykilska Slobidka,
- Liwobereschna (Übergang zur Metro)
- Rusaniwka,

und wieder nach Darnyzja 1.